# 2. avgust
2. avgust je 214. dan leta (215. v prestopnih letih) v gregorijanskem koledarju. Ostaja še 151 dni.

## Dogodki
- 338 pr. n. št. – Filip II. Makedonski v bitki pri Hajroneji potolče atensko in špartansko vojsko
- 216 pr. n. št. – v bitki pri Kanah Hanibal potolče rimsko vojsko
- 461 – Ricimer odstavi Majorjana
- 1769 – Gaspar de Portola in Juan Crespi se izkrcata na mestu današnjega Los Angelesa
- 1798 – konec bitke na Nilu
- 1802 – Napoleon postane dosmrtni konzul
- 1815 – Napoleon pregnan na Otok Svete Helene
- 1870 – odprta Tower Railway v Londonu, prva podzemna železnica na svetu
- 1892 – v Avstro-Ogrski preidejo na zlato podlago in uvedejo novo valuto krono
- 1903 – začetek neuspešne ilindenske vstaje v Makedoniji proti osmanski oblasti
- 1914:
  - Nemčija zasede Luksemburg
  - v izvidnici na nemško-ruski meji ustrelijo vojaka Paula Gruna, ki tako postane prva žrtev prve svetovne vojne
- 1921 – sprejet zakon o zaščiti države in reda v Kraljevini SHS
- 1934 – Adolf Hitler postane voditelj (Führer) Nemčije
- 1943 – osamosvojitev Libanona
- 1944 – prekinitev diplomatskih stikov med Tretjim rajhom in Turčijo
- 1945:
  - osvobojena vsa Burma
  - zaključek konference v Potsdamu
- 1955 – patentiran velcro
- 1985 – 137 ljudi umre v strmoglavljenju letala Lockheed L-1011 TriStar na teksaškem letališču Dallas/Fort Worth
- 1990 – iraške čete vdrejo v Kuvajt

## Rojstva
- 1533 – Theodor Zwinger, švicarski učenjak († 1588)
- 1669 – Mahmud I., sultan Osmanskega cesarstva († 1754)
- 1672 – Johann Jakob Scheuchzer, švicarski zdravnik, naravoslovec († 1733)
- 1674 – Filip II. Orleanski, francoski plemič in regent († 1723)
- 1754 – Pierre Charles L'Enfant, francosko-ameriški arhitekt, urbanist († 1825)
- 1788 – Leopold Gmelin, nemški kemik († 1853)
- 1820 – John Tyndall, irski fizik († 1893)
- 1862 – Duncan Campbell Scott, kanadski pesnik († 1947)
- 1868 – Konstantin I., grški kralj († 1923)
- 1876 – Aleksandar Belić, srbski filolog, akademik († 1960)
- 1892 – Jack Warner, kanadski filmski producent († 1978)
- 1897 – Max Weber, švicarski politik († 1974)
- 1901 – Slavko Grum, slovenski dramatik († 1949)
- 1905 – Karl Amadeus Hartmann, nemški skladatelj († 1963)
- 1912 – Vladimir Žerjavić, hrvaški ekonomist, diplomat († 2001)
- 1923 – Šimon Peres, izraelski politik, nobelovec 1994 († 2016)
- 1924 – James Baldwin, ameriški pisatelj († 1987)
- 1925 – Jorge Rafael Videla, argentinski general († 2013)
- 1932 – Peter O'Toole, britanski filmski igralec irskega rodu († 2013)
- 1934 – Valerij Fjodorovič Bikovski, ruski kozmonavt († 2019)
- 1939 – Wes Craven, ameriški filmski režiser († 2015)
- 1942 – Isabel Allende, čilska pisateljica
- 1947 – Massiel, španska pevka
- 1964 – 
  - Vlasta Jeseničnik, slovenska novinarka
  - Mary-Louise Parker, ameriška filmska, televizijska in gledališka igralka
- 1969 – Fernando Couto, portugalski nogometaš
- 1972 – Corinne Rey Bellet, švicarska alpska smučarka († 2006)
- 1976 – Kati Wilhelm, nemška biatlonka
- 1988 – Robert Hrgota, slovenski smučarski skakalec, trener
- 1990 – Dejan Judež, slovenski smučarski skakalec

## Smrti
- 1100 – Viljem II., angleški kralj (* 1056)
- 1123 – Eystein I., norveški kralj (* 1088)
- 1142 – Aleksej Komnen, bizantinski socesar, sin Ivana II. (* 1106)
- 1222 – Rajmond VI., touluški grof (* 1156)
- 1277 – Pervane, regent Sultanata Rum
- 1316 – Ludvik Burgundski, ahajski knez (* 1297)
- 1322 – Jolanda Dreuška, škotska kraljica (* 1263)
- 1332 – Krištof II., danski kralj (* 1276)
- 1589 – Henrik III. Francoski (* 1551)
- 1788 – Thomas Gainsborough, angleški slikar (* 1727)
- 1799 – Jacques-Étienne Montgolfier, francoski izumitelj (* 1745)
- 1877 – sir James Douglas, kanadski državnik (* 1803)
- 1921
  - Enrico Caruso, italijansko-ameriški tenorist (* 1873)
  - Vadžirananavarorasa, tajski knez (* 1860)
- 1922 – Alexander Graham Bell, škotsko-kanadski izumitelj (* 1847)
- 1932 – Ignaz Seipel, avstrijski kancler (* 1876)
- 1934 – Paul von Hindenburg, nemški feldmaršal, predsednik (* 1847)
- 1936 – Louis Blériot, francoski letalec (* 1872)
- 1945 – Pietro Mascagni, italijanski skladatelj (* 1863)
- 1965 – František Langer, češki zdravnik, pisatelj (* 1888)
- 1976 – Fritz Lang, avstrijsko-ameriški filmski režiser (* 1890)
- 1978 – Carlos Antonio de Padua Chávez y Ramírez, mehiški skladatelj, dirigent (* 1899)
- 1986 – Roy Marcus Cohn, ameriški odvetnik, protikomunistični preiskovalec (* 1927)
- 1990 – Norman Mclean, ameriški pisatelj (* 1902)
- 1997 – William Seward Burroughs, ameriški pisatelj (* 1914)
- 2020 – Bojan Kontič, slovenski politik in elektrotehnik (* 1961)

## Prazniki in obredi
- Porcijunkulski odpustek ("Asiški odpustek") v zvezi s Frančiškom Asiškim (katoliška Cerkev)
- Makedonija – Ilinden (spomin na vstajo)
- Kostarika – dan Naše angelske gospe